# مقاطعة رامسي (مينيسوتا)
مقاطعة رامسي (بالإنجليزية: Ramsey County)‏ هي إحدى مقاطعات ولاية مينيسوتا في الولايات المتحدة الأمريكية.

## أعلام
- ويليام ساندرز
- ستافورد كينغ
- س. نويل وركمان
- إدوين مولس
- إدوارد فيتزجيرالد